# Erna Dorn
Erna Dorn, geb. Scheffler, alias Kaminski alias Brüser, gesch. Gewald (* nach eigenen Angaben 17. Juli 1911 oder 28. August 1913 als Erna Kaminsky in Königsberg oder Tilsit, Ostpreußen; † 1. Oktober 1953 in Dresden), war ein Opfer politischer Strafjustiz in der DDR. Während sie sich wegen anderer Delikte in Haft befand, hatte sie angeblich anderen Häftlingen gegenüber geäußert, im KZ Ravensbrück in der „Politischen Abteilung“ gearbeitet zu haben und für den Tod von 80 bis 90 Häftlingen verantwortlich gewesen zu sein. Am 22. Juni 1953 verurteilte das Bezirksgericht Halle sie wegen „faschistischer Kriegshetze“ gegen die Deutsche Demokratische Republik zum Tode. Die Hinrichtung erfolgte am 1. Oktober 1953 durch das Fallbeil. Das Urteil wurde am 22. März 1994 posthum vom Landgericht Halle aufgehoben.

## 17. Juni 1953
In Halle war sie in der Strafvollzugsanstalt II inhaftiert und wurde dort am 17. Juni 1953 gegen 16 Uhr von den Aufständischen befreit. Nach eigener Aussage ging sie zur (etwa 750 Meter entfernten) Evangelischen Stadtmission in der Straße Weidenplan, um sich Zivilkleidung, etwas zu essen und eine Schlafmöglichkeit zu besorgen. Ob sie die Mission noch einmal Richtung Innenstadt verließ, ist ungeklärt. Dorn befand sich wohl schon am Abend des 17. Juni, spätestens am Mittag des 18. Juni wieder in Haft.
Obwohl es keine Augenzeugen für ein Auftreten Dorns auf dem Hallmarkt gab und auch im anschließenden Prozess kein Zeuge zu diesem Thema aussagte, wurde in den DDR-Medien berichtet, die „Kommandeuse“ Dorn habe dort aufstachelnde, hetzerische Reden an die Streikenden gehalten.
Alle Berichte über die Handlungen Erna Dorns zwischen 16 und 21 Uhr beruhen ausschließlich auf ihren eigenen Aussagen, die sie im Verhör am 21. Juni beim Ministerium für Staatssicherheit zu Protokoll brachte. Nach einer dreieinhalbstündigen „Abendsitzung“ vor dem Bezirksgericht Halle wurde sie ohne Zeugenvernehmung und unter Ausschluss der Öffentlichkeit am 22. Juni 1953 zum Tode verurteilt. Ihr Gnadengesuch und das ihres Pflichtverteidigers an den DDR-Präsidenten Wilhelm Pieck wurden abgelehnt, weil sie als Haupträdelsführerin des Aufstandes in Halle galt.
Am 28. September wurde sie in das Dresdner Gefängnis am Münchner Platz verbracht, wo sie am 1. Oktober 1953 in der Zentralen Hinrichtungsstätte der DDR hingerichtet wurde. Zur Geheimhaltung der Hinrichtung wurde im Bestattungsschein als Todesursache „Bronchopneumonie 431“ sowie „acute Herz- und Kreislaufschwäche“ angegeben und der Leichnam in Dresden-Tolkewitz eingeäschert.

## Untersuchungen zum Fall nach 1989
Der Fall gibt auch nach Öffnung der Stasi-Archive Rätsel auf. Fast alles, was über Dorn bekannt ist, stammt aus den Verhörprotokollen des Ministeriums für Staatssicherheit. Daher sind zumindest alle nach dem Volksaufstand des 17. Juni 1953 verfassten Protokolle der bewussten Einflussnahme bzw. Fälschung verdächtig, da sie unter dem direkten Druck des Regimes entstanden, Beweise für den angeblich faschistischen Charakter des Aufstandes zu finden. Der Prozess wegen Verbrechen gegen die Menschlichkeit erscheint ausschließlich in den nach dem Aufstand für das Todesurteil angelegten Akten. Keine Zeitung berichtete darüber. 
Zudem scheint das Urteil angesichts der Praxis der DDR-Justiz ungewöhnlich milde zu sein. Es muss also ernsthaft bezweifelt werden, ob diese erste Verurteilung als Naziverbrecherin überhaupt stattgefunden hat, zumal sich Erna Dorn am 17. Juni noch immer in Untersuchungshaft in der Kleinen Steinstraße befand, was als verurteilte „Kommandeurin“ kaum möglich gewesen wäre. Am 21. Juni 1953 war der Aufstand bereits von sowjetischen Panzern niedergeschlagen worden und die neue DDR-Justizministerin Hilde Benjamin verlangte exemplarische Todesurteile, die den „faschistischen“ Hintergrund des Aufstandes beweisen sollten. Die Vernehmer wussten also schon im Vorhinein, was Erna Dorn auszusagen hatte. Und tatsächlich ist die Sprache dieser letzten Protokolle deutlich im Parteijargon abgefasst, nicht in der aus früheren Protokollen bekannten, etwas ungelenken Sprache Dorns. Der heutige Wissensstand lässt diesen letzten Prozess hingegen klar als Justizskandal und politisches Propagandaurteil erscheinen. Das Urteil wurde am 22. März 1994 posthum vom Landgericht Halle aufgehoben.

## Rezeption
Am 20. Juni 1953 veröffentlichte das Hallenser SED-Organ Freiheit einen Artikel, der Erna Dorn als SS-Kommandeuse und Anführerin des Aufstands bezeichnet.
1954 erschien Stephan Hermlins Novelle Die Kommandeuse, in der er den Fall ganz im Sinne der DDR-Propaganda aufarbeitete.
In seinem 2005 erschienenen Roman Sommergewitter schildert Erich Loest die Ereignisse um den 17. Juni 1953 im Raum Bitterfeld, Wolfen und Halle aus der Sicht der Streikenden und arbeitete dabei Erna Dorn als Figur ein.
Die in Österreich erscheinende kommunistische Zeitung Der Neue Mahnruf widmete in ihrer Ausgabe vom Juli/August 1953 der Verurteilung zum Tode eine ganze Seite und machte sich die Position des DDR-Gerichts zu eigen.